# Palais Saltykov (Saint-Pétersbourg)
Le palais Saltykov est un célèbre palais classique de Saint-Pétersbourg. Sa façade donne sur la Neva et le quai du Palais, et son autre façade latérale sur la rue Millionnaïa.

## Histoire
Le terrain  fut attribué au ministre Soimonov, mais après quelques mois il passa au marchand Philipp Grootten (1748-1815) qui chargea en 1784 l’architecte italien Giacomo Quarenghi de bâtir la résidence dont la façade néo-classique fait toujours face à la Neva.
La résidence fut vendue en 1793 par Philipp Grootten à un autre marchand, Thomas Sievers, qui le revendit en 1793 à la princesse Ekaterina Petrovna Bariatynskaia, née princesse Holstein-Bech.
En 1796, il devint la possession de la famille Saltykov, présenté au comte Nikolai Ivanovitch Saltykov comme un présent du grand-duc Constantin.
Le bâtiment resta plus d’un siècle dans la famille Saltykov de 1796 à 1918, et prit le nom de « résidence Saltykov ».
La situation financière de la famille Saltykov l’obligea  en 1828 à louer la résidence au gouvernement autrichien, qui en fit son ambassade.
À partir de septembre 1831, elle devint pendant onze ans la résidence de l’ambassadeur d’Autriche Charles-Louis de Ficquelmont (1777-1857).
Il fut le siège des deux plus fameux salons de cette période, celui de sa femme Daria Fedorovna (1804-1863) le soir et celui de sa belle-mère Elizaveta Mikhailovna Khitrovo (1783-1839) (fille du maréchal Koutouzov), le matin.
Le comte de Ficquelmont fut rappelé à Vienne en 1840, mais l’Autriche loua la résidence Saltykov jusqu’en 1855.
Le second et le troisième étage furent ensuite loués par le diplomate danois Otten Plessen.
En 1863, le Royaume-Uni loua la résidence afin d’en faire son ambassade pour une période de cinquante-cinq ans, jusqu’au début de 1918.

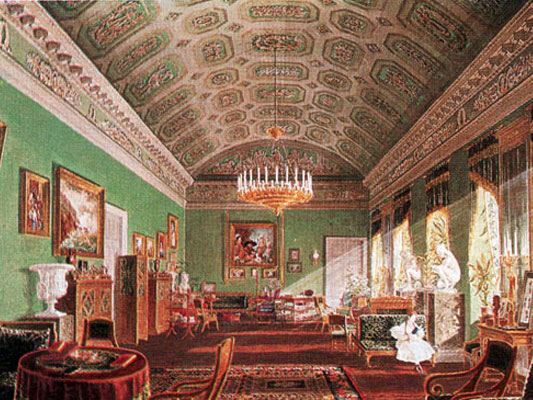
Vue intérieure du palais Saltykov
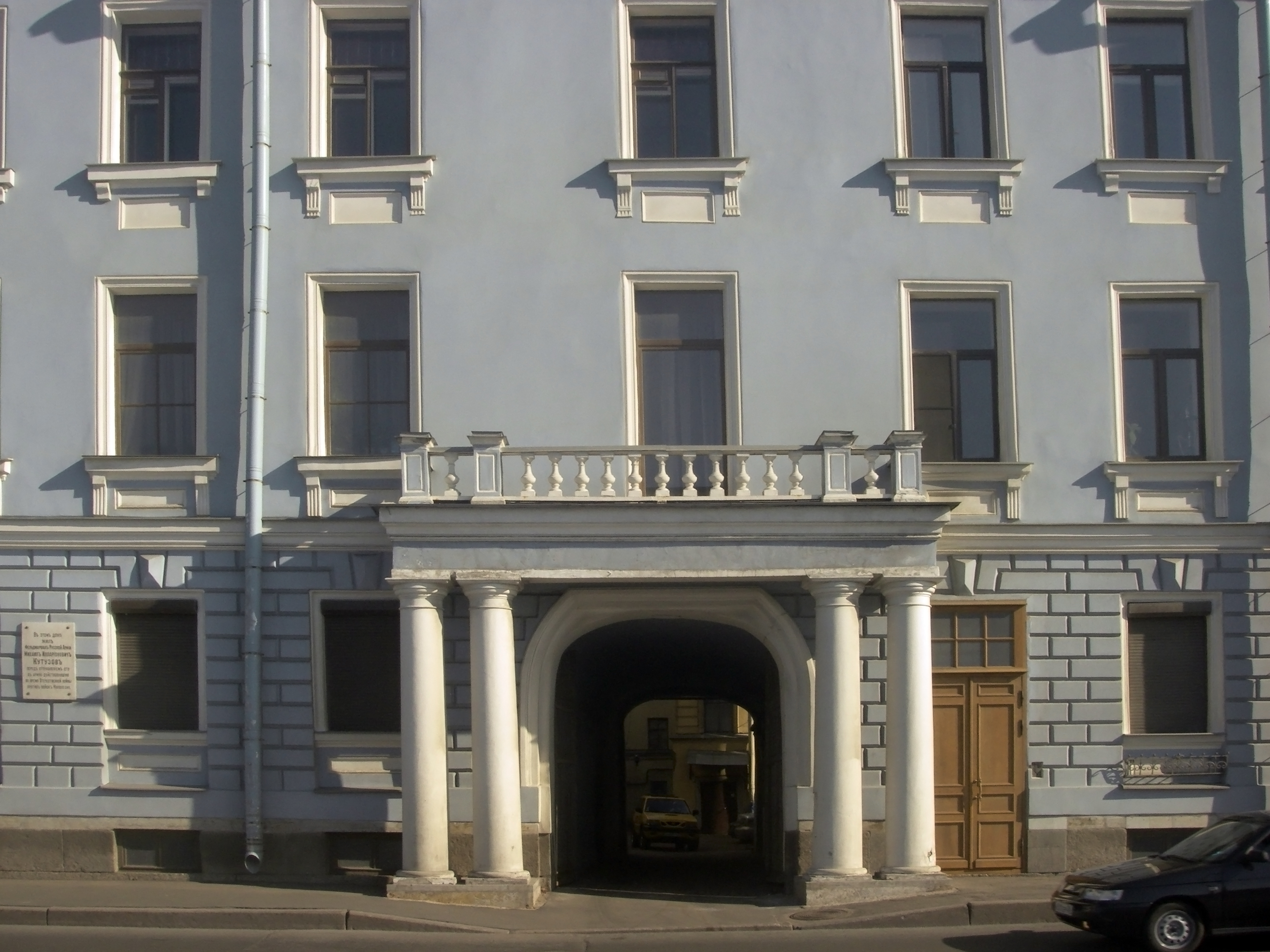
Vue du portique du palais Saltykov